# Saint-Sauveur (Somme)
Saint-Sauveur település Franciaországban, Somme megyében. Lakosainak száma 1336 fő (2022. január 1.). Saint-Sauveur Ailly-sur-Somme, Argœuves, La Chaussée-Tirancourt, Dreuil-lès-Amiens, Saint-Vaast-en-Chaussée és Vaux-en-Amiénois községekkel határos.

## Népesség
A település népessége az elmúlt években az alábbi módon változott:
| Lakosok száma | 686  | 1101 | 1280 | 1144 | 1272 | 911  | 1371 | 1385 | 1376 | 1336 |
|               | 1793 | 1836 | 1861 | 1886 | 1911 | 1936 | 1975 | 2008 | 2017 | 2022 |